# الکس سالمون
الکس سالمون (انگلیسی: Alex Salmon؛ زادهٔ ۹ ژوئیهٔ ۱۹۹۴) بازیکن فوتبال اهل بریتانیا است.
از باشگاه‌هایی که در آن بازی کرده‌است می‌توان به باشگاه فوتبال کارلایل یونایتد، باشگاه فوتبال وورکینگتون ای. اف. سی، و باشگاه فوتبال سلتیک نیشن اشاره کرد.